# Ležáky

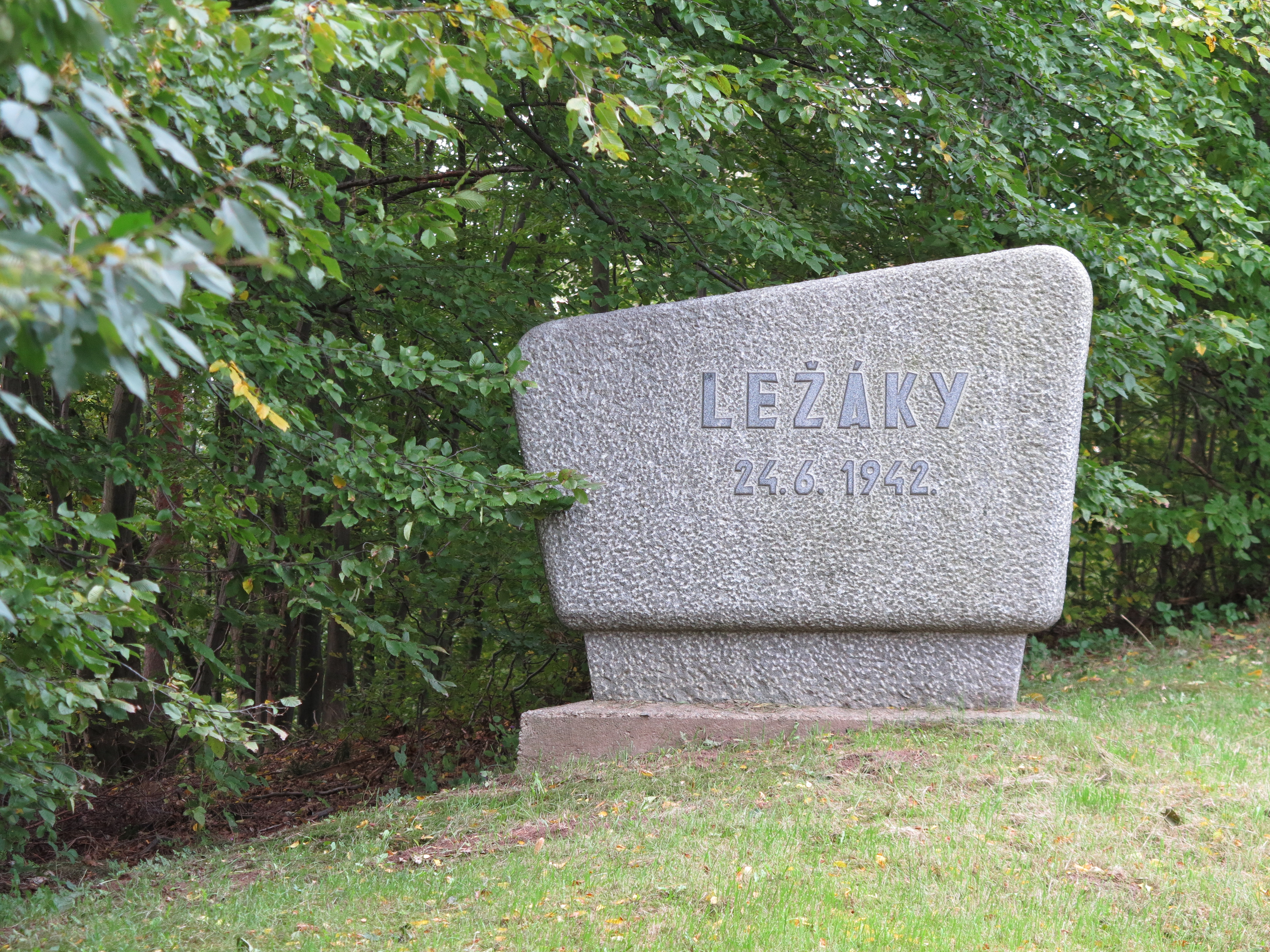
Dieser Stein am ehem. Ortseingang erinnert an das devastierte Dorf Lezaky (2022)

Ležáky (deutsch Lezaky, früher auch Ležak) ist eine Wüstung auf dem Gebiet der Gemeinden Vrbatův Kostelec und Miřetice in Tschechien. Am 24. Juni 1942 und den folgenden Tagen wurden nahezu alle Einwohner von Ležáky ermordet. Bei diesem Verbrechen handelte es sich, wie auch beim Massaker von Lidice, um einen Vergeltungsakt der deutschen Nationalsozialisten für das Attentat der tschechoslowakischen Widerstandsbewegung auf Reinhard Heydrich. Der Weiler wurde geplündert, in Brand gesteckt und anschließend niedergerissen. Heute befindet sich an seiner Stelle die Gedenkstätte Ležáky.

## Geographie
Ležáky befindet sich einen Kilometer südöstlich von Miřetice im Eisengebirge. Die Wüstung befindet sich am Fuße der Zárubka (455 m n.m.) an der Einmündung der Bystřička im Tal des Baches Ležák. Südwestlich liegen die stillgelegten Steinbrüche Hluboká.
Nachbarorte sind Dubová und Havlovice im Norden, Habroveč, Kvasín und Vrbětice im Nordosten, Dřeveš im Osten, Tisovec im Südosten, Příkrakov, Paseky und Vyhnánov im Süden, Včelákov und Vranov im Südwesten, Majlant, Dachovské Paseky und Nouzov im Westen sowie Dachov im Nordwesten.

## Geschichte
Die erste schriftliche Erwähnung der Mühle Ležak erfolgte 1651. Die dem Gut Přestavlky untertänige Mühle war lange Zeit das einzige Anwesen. Um 1785 entstanden gegenüber der Mühle auf der zur Herrschaft Nassaberg gehörigen rechten Talseite die ersten drei Chaluppen.
Im Jahre 1835 war die im Chrudimer Kreis gelegene Mühle und Brettsäge Ležak zum Dorf Dachov und die übrigen drei Häuser zum Dorf Habroveč konskribiert.
Nach der Aufhebung der Patrimonialherrschaften war der Weiler ab 1849 entlang des Baches zwischen den Gemeinden Louka und Miřetice aufgeteilt. Auf dem Kataster von Louka entstanden in der zweiten Hälfte des 19. Jahrhunderts weitere Chaluppen. Die Bewohner von Ležáky arbeiteten als Steinbrecher, unmittelbar bei dem Weiler befanden sich zwei Steinbrüche. Nach der deutschen Besetzung wurde in Ležáky die achtköpfige Widerstandsgruppe „Čenda“ gegründet, die später bis auf 25 Mitglieder anwuchs. Im Jahre 1942 bestand Ležáky aus 9 Häusern, in denen 54 Personen lebten. Mit Ausnahme der Mühle gehörten die übrigen acht Häuser zur Gemeinde Louka. Die Bewohner arbeiteten in den Steinbrüchen Hluboká, in denen Chalkopyrit, Galenit, Limonit und Eisenerz abgebaut wurden.

### Attentat auf Reinhard Heydrich, Ermordung der Einwohner Ležákys und Zerstörung des Ortes

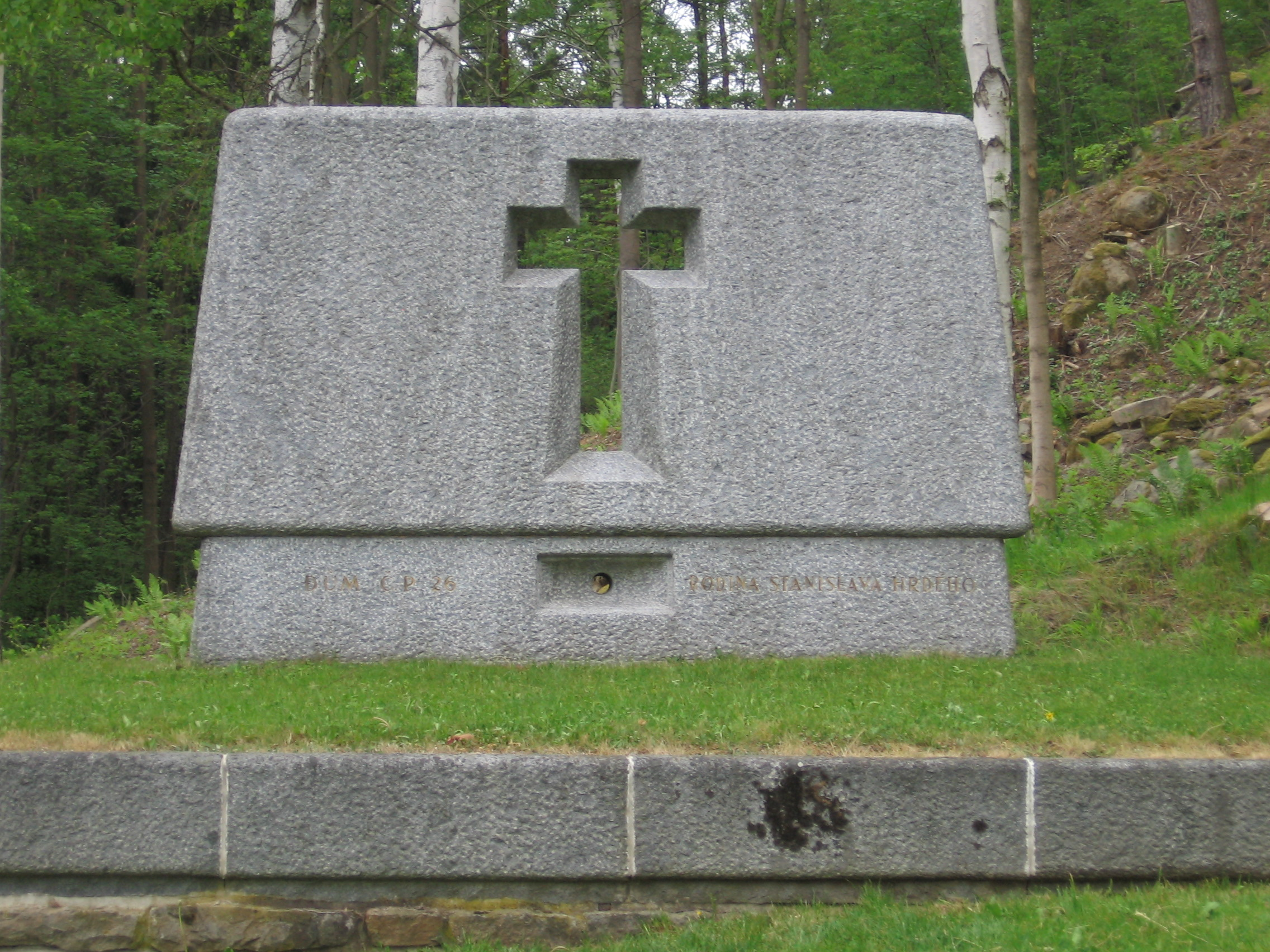
Gedenkstein für eine der ermordeten Familien in der Gedenkstätte

Am 29. Dezember 1941 setzte ein britisches Flugzeug im Auftrag der tschechoslowakischen Exilregierung drei Gruppen von tschechischen Spezialagenten im Protektorat Böhmen und Mähren ab zur Durchführung eines Attentates auf den stellvertretenden Reichsprotektor Reinhard Heydrich.
Die Gruppe Silver A, deren Ziel Heřmanův Městec war, landete irrtümlich bei Senitz unweit von Poděbrady. Den drei Fallschirmjägern Alfréd Bartoš, Josef Valčík und Jiří Potůček gelang es, bis nach Pardubice  vorzudringen und Kontakt mit einem Leutnant der ehemaligen tschechoslowakischen Armee aufzunehmen. Er organisierte die Unterbringung der drei und den Aufbau der Funkanlage Libuše in dem von ihm verwalteten Steinbruch Hluboká, die im Januar 1942 ihre Sendetätigkeit aufnahm. Am 27. Mai 1942 wurde in Prag das geplante Attentat von den Fallschirmjägern auf Reinhard Heydrich durchgeführt. Er starb am 4. Juni an den Folgen des Attentats.
Im Juni 1942 kam die Gestapo zuerst der Funkanlage, die sich eine Zeit lang in der Ležáker Mühle befunden hatte, durch Verrat eines Angehörigen der anderen Gruppe auf die Spur. Am 18. Juni wurden sieben Fallschirmjäger in der Kirche St. Cyrill und Method in Prag gestellt. Sie verteidigten sich zunächst gegen die deutsche Übermacht. Die letzten vier Überlebenden der Gruppe nahmen sich das Leben, nachdem die Situation aussichtslos geworden war.
Da der Gestapo Ležáky als Sitz des Senders bekannt geworden war, wurden dort am 22. Juni 1942 die ersten Personen verhaftet, darunter der Müller, bei dem auch Potůček zeitweilig Unterschlupf gefunden hatte. Bartoš wurde zuvor in Pardubice in eine Falle gelockt und erlag am 21. Juni den Verletzungen, die er sich bei seiner Flucht zugezogen hatte.
Am 24. Juni 1942 wurde der Weiler von einer 500 Mann starken Truppe aus SS, Feldgendarmerie und Schutzpolizei aus Pardubice und Königgrätz unter Leitung des SS-Hauptsturmführers Gerhard Clages eingekreist und gestürmt. Insgesamt wurden 47 Einwohner von Ležáky sowie Arbeiter aus dem Steinbruch Hluboká nach Pardubice verbracht. Ležáky wurde in Brand gesteckt. Die Ruinen wurden Ende 1943 restlos beseitigt.

Die Meldung der Deutschen Besatzungsbehörden über ihr Massaker in der deutschen Zeitung Der Neue Tag, Prag, 25. Juni 1942

In Pardubice wurden alle erwachsenen Einwohner von Ležáky, von denen fast niemandem die Anwesenheit der Fallschirmjäger bekannt gewesen war, am selben Tage ermordet. Potůček gelang es noch, am 26. Juni 1942 aus Bohdašín, wohin er die Sendeanlage in Sicherheit gebracht hatte, die Mitteilung über die Vernichtung des Ortes nach London zu funken. Am 2. Juli wurde er bei Trnová (heute Ortsteil von Pardubice) erschossen. An diesem Tage wurden noch weitere 40 Menschen hingerichtet, die mit der Fallschirmjägergruppe Silver A in Verbindung gestanden hatten.
Die 13 Kinder aus Ležáky wurden dem Rasse- und Siedlungshauptamt (RuSHA) Prag übergeben und von dort in die Umwandererzentralstelle Litzmannstadt abtransportiert, wo sie in eines dieser unterstehenden Umsiedlungslager in der Gneisenaustraße in Litzmannstadt kamen. Lediglich zwei Kinder konnten nach dem Zweiten Weltkrieg wieder aufgefunden werden, da sie ins Deutsche Reich zur Germanisierung verschickt worden waren. Die übrigen 11 Kinder wurden zusammen mit 82 Kindern aus Lidice ins Vernichtungslager Kulmhof deportiert und dort ermordet.
Nach dem Krieg wurde Ležáky nie wieder aufgebaut, an das Verbrechen erinnert jedoch eine Gedenkstätte, ähnlich wie in Lidice.